# Albești (Constanța megye)
Albești település Romániába, Dobrudzsa vidékén, Constanța megyében, Albești község központja. 

## Fekvése
A megye déli részén, a Cobadin fennsíkon elhelyezkedő település ötvenkét kilométerre található a megyeszékhelytől, Konstancától és tizenöt kilométerre a legközelebbi várostól, Mangaliától.

## Története
Első írásos említése 1856-ból való, amikor a Krím-félszigetről érkező török lakosság telepedett le a községben. Régi török neve Sarighiol volt. 

## Lakossága
| Nemzetiségek | 2002 | 2002   |
| ------------ | ---- | ------ |
| Románok      | 1336 | 94,0%  |
| Tatárok      | 70   | 4,9%   |
| Magyarok     | 7    | 0,5%   |
| Összesen     | 1421 | 100,0% |